# Jérôme Skorka
Jérôme Skorka (ou Yerme (Jeremiah) Skorka devenu Jérôme Scorin, 20 avril 1924 à Zagórów en Pologne - 17 janvier 2013 à Vandœuvre-lès-Nancy), est un résistant français, d'origine polonaise, déporté à Auschwitz dans le même convoi no 77, que sa sœur, la résistante Régine Skorka-Jacubert. 
En 1987, Jérôme et sa soeur Régina sont témoins au procès de Klaus Barbie.

## Biographie

### Enfance
Yerme Skorka naît le 20 avril 1924 à Zagórów, en Pologne, fils de Jacob Skorka, né le 21 septembre 1889, à Ozorków, en Pologne, rabbin, et de Slatka Szejman, née le 11 décembre 1892 à Zagórów, en Pologne, modiste. Il a une sœur, Ryvka Skorka, et deux frères plus jeunes, Lajb Skorka et Zalme (Zali) Skorka.

### Arrivée à France
En 1929, Jacob Skorka, arrive en France et s'installe à Nancy, où il trouve un emploi dans une usine. Sa belle-sœur habitait dans cette ville.
Un an plus tard, le reste de la famille rejoint le père à Nancy. Le plus jeune enfant Zalme meurt d'une pneumonie. Les enfants adoptent des prénoms français : Ryvka devient Régine, Yerme devient Jérôme et Leib devient Léon.

### Seconde Guerre mondiale
En décembre 1940, toute la famille Skorka, à l'exception de Régine, est internée au camp de la Lande de Monts, près de Tours.
En 1941, Pierre Marie, l'adjoint d'Edouard Vigneron au bureau des étrangers du commissariat de Nancy, fournit à Régine une fausse carte d'identité au nom de Régine Hiebel, née à Metz. Elle utilise cette carte pour rendre régulièrement visite à sa famille au camp.
Octobre 1941, Jérôme s'échappe du camp et en juillet 1942, muni d'une fausse carte d'identité, au nom d'Hubert Hiebel, né à Metz, il passe en zone libre.
En juin 1943, Jérôme (sous son faux nom Hubert Hiebel) est envoyé dans un camp de jeunes travailleurs à Rumilly en Haute-Savoie. Apprenant qu'il va être envoyé en Normandie afin de travailler pour l'organisation Todt, il s'enfuit de nouveau.
Le 22 juin 1944, Jérôme et Régine sont arrêtés par la Gestapo, internés dans la prison de Montluc et interrogés par un homme dont ils n'apprendront le nom que beaucoup plus tard, Klaus Barbie, puis sont envoyés au camp de Drancy.

### Déportation
Le 31 juillet 1944, Jérôme et Régine sont déportés par le convoi no 77 de Drancy à Auschwitz.
Fin octobre, il est transféré au camp de Stutthof près de Dantzig et mi-décembre au camp de Vaihingen-sur-l'Enz, près de Stuttgart. Fin janvier 1945, il est transporté par camion de Vaihingen au camp d'Ohrdruf au sud-ouest de Weimar. Le 12 février, il est envoyé au Revier (infirmerie) à cause de son pied gelé et soigné par un médecin russe. Le 2 avril, il est transféré au camp d'Erfurt puis par camion à Buchenwald. Ensuite, lors d'une longue marche de trois jours vers Iéna, Jérôme, avec un autre déporté, Martin, s'enfuient de la colonne est réussissent à rejoindre les américains à Crossen.
Son père, Jacob Skorka, est déporté par le convoi no 31, en date du 11 septembre 1942, du camp de Drancy vers Auschwitz avec son épouse. Leur fils Léon avait déjà été déporté par le convoi no 8, en date du 20 juillet 1942. Ils sont, tous les trois, assassinés.

### Retour à Nancy
De retour à Nancy, il change son nom de famille pour s'appeler Jérôme Scorin. Il se consacre à un travail de mémoire en allant témoigner de son histoire dans les écoles et lors de voyages dans les camps.

### Famille
Jérôme Scorin épouse Ida Korec. Ils ont deux fils : Joël, né le 17 avril 1953, et Bertrand, né le 14 janvier 1959, à Nancy.

### Mort
Jérôme Scorin meurt le 17 janvier 2013 à Vandœuvre-lès-Nancy, Meurthe-et-Moselle, à l'âge de 88 ans,.

## Témoin au procès de Klaus Barbie
En 1987, Jérôme Scorin et sa sœur Régine Skorka-Jacubert sont témoins au 11e jour du procès de Klaus Barbie.

## Distinctions
Jérôme Scorin est nommé chevalier dans l'ordre national de la Légion d'honneur le 18 février 2001 et fait chevalier de l'ordre des Palmes académiques le 28 septembre 2008.